# 屋島駅
屋島駅（やしまえき）は、香川県高松市高松町にある四国旅客鉄道（JR四国）高徳線の駅である。駅番号はT23。駅表示パネルのコメントは「源平合戦ゆかりの駅」。

## 歴史
- 1925年（大正14年）8月1日：鉄道省高徳線の駅として開業[1]。
- 1970年（昭和45年）6月1日：貨物取扱廃止[1]。
- 1984年（昭和59年）2月1日：業務委託駅となる[3]。
- 1985年（昭和60年）3月14日：荷物扱い廃止[1]。
- 1987年（昭和62年）4月1日：国鉄分割民営化に伴い、四国旅客鉄道（JR四国）の駅となる。同時に無人駅となる[4]。
- 1988年（昭和63年）4月：駅員を再配置し、有人駅となる[5]。
- 1992年（平成4年）4月28日：駅舎内にJR四国グループのパン屋ウィリーウィンキーが開店し、同店に駅業務を委託する[6][4]。
- 2008年（平成20年）12月：地域活動を行うグループによって、土・日・祝日のみ開けられる観光案内所が設置される[2]。
- 2009年（平成21年）7月11日：地域住民でつくる古高松地区コミュニティ協議会による駅の運営管理が開始[2]（※水曜定休）。
- 2020年（令和2年）3月14日：ICカード「ICOCA」の利用が可能となる[7][8]。ICカード専用簡易改札機で対応。高松方面のみ利用可能で、徳島方面へは利用できない。
- 2025年（令和7年）3月15日：ダイヤ改正により、全ての特急「うずしお」が停車するようになる[9]。

## 駅構造

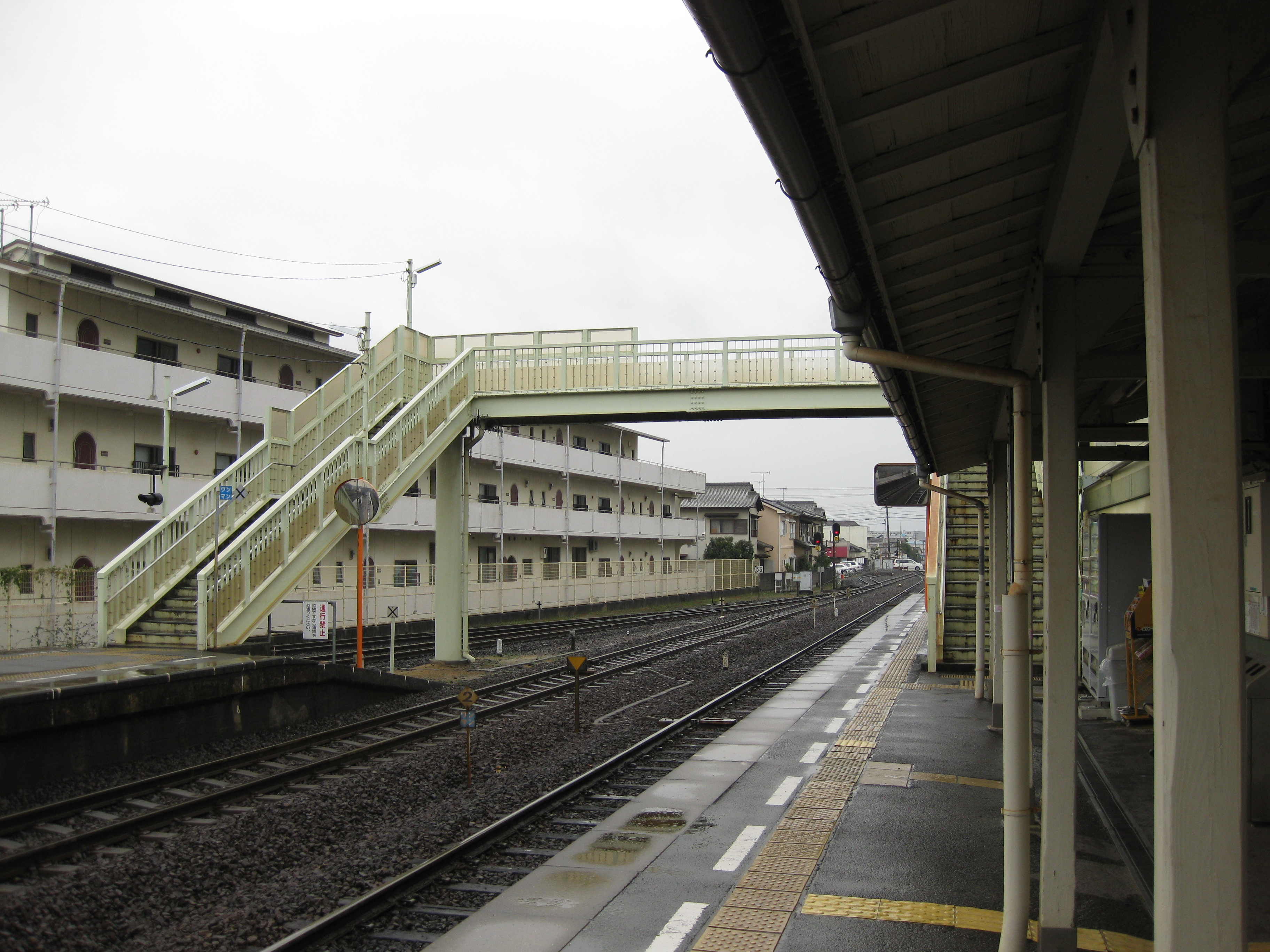
跨線橋（2010年12月）

島式・相対式ホーム2面3線を持つ地上駅。2番のりばが一線スルーになっているが、停車列車は駅舎側の1番のりばを優先的に使用する。自由席特急券の発売が可能な自動券売機が設置されている。
かつては、駅舎内にJR四国グループのパン屋ウィリーウィンキーが併設されていた。

### のりば
| のりば | 路線    | 方向 | 行先                   | 備考     |
| ------ | ------- | ---- | ---------------------- | -------- |
| 1      | ■高徳線 | 下り | 志度・三本松・徳島方面 |          |
| 1      | ■高徳線 | 上り | 高松・岡山方面         |          |
| 2      | ■高徳線 | 上り | 高松・岡山方面         | 行違い時 |
| 3      | ■高徳線 | 上り | 高松・岡山方面         | 主に待避 |
| 3      | ■高徳線 | 下り | 志度・三本松・徳島方面 | 主に待避 |

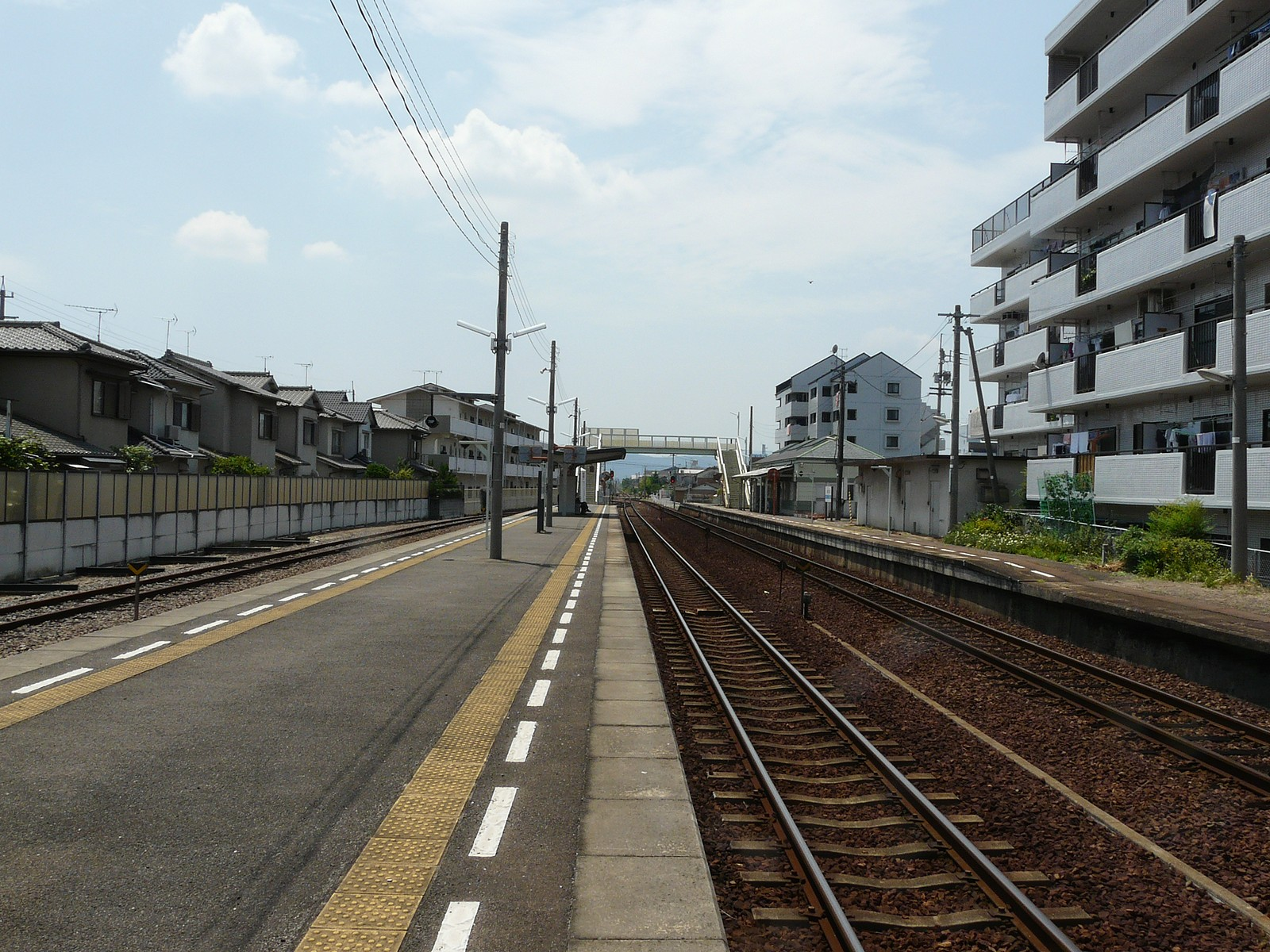
構内（2007年、古高松南方より）
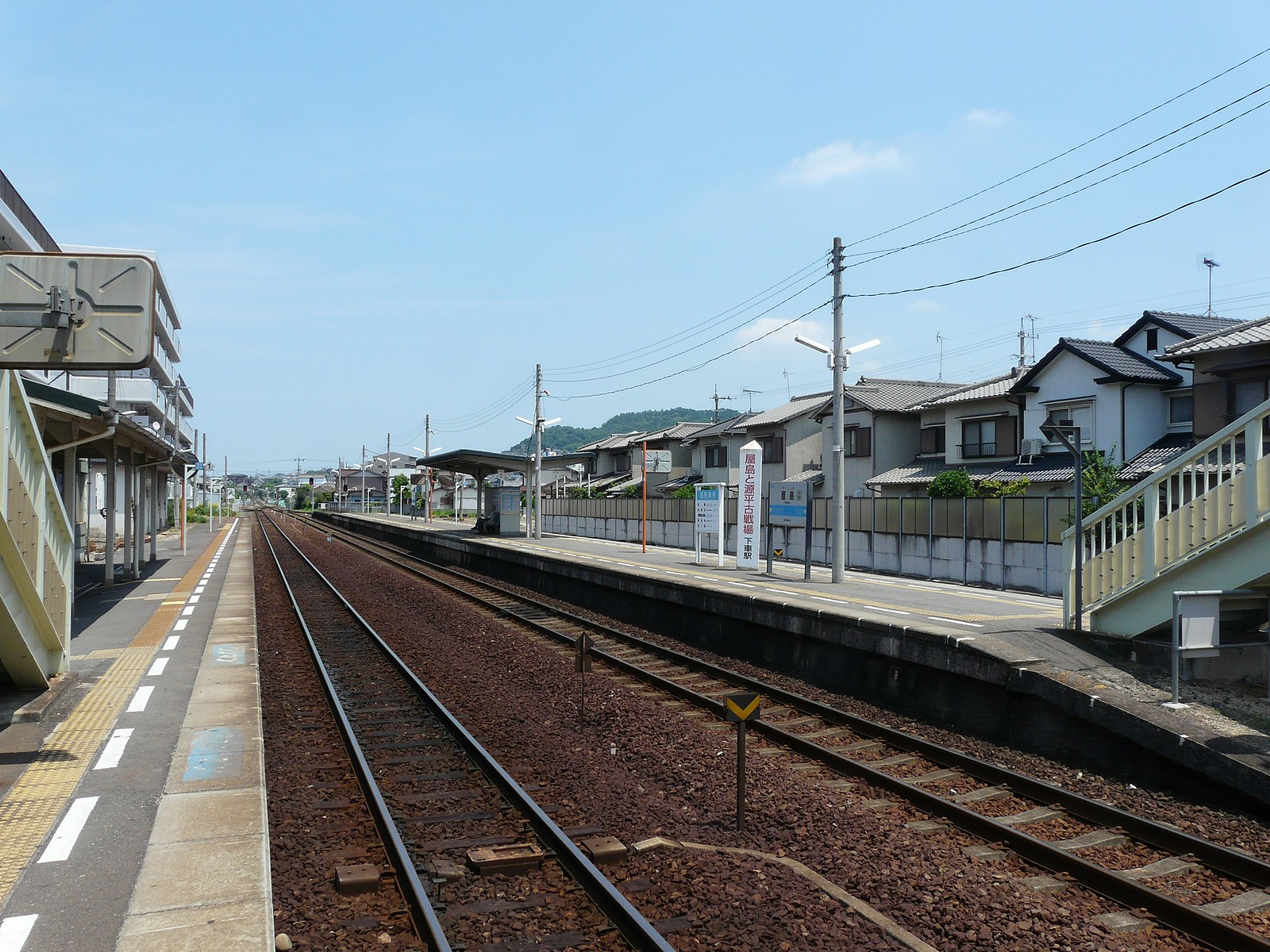
構内（2007年、木太町方より）

## 利用状況
| 乗車人員推移 | 乗車人員推移 |
| 年度         | 1日平均人数  |
| ------------ | ------------ |
| 2000         | 852          |
| 2001         | 795          |
| 2002         | 762          |
| 2003         | 757          |
| 2004         | 756          |
| 2005         | 685          |
| 2006         | 699          |
| 2007         | 690          |
| 2008         | 698          |
| 2009         | 693          |
| 2010         | 693          |
| 2011         | 687          |
| 2012         | 661          |
| 2013         | 687          |
| 2014         | 664          |

## 駅周辺
- 高松琴平電気鉄道志度線琴電屋島駅
- 高松琴平電気鉄道志度線古高松駅
- 屋島
- 四国霊場第八十四番札所屋島寺

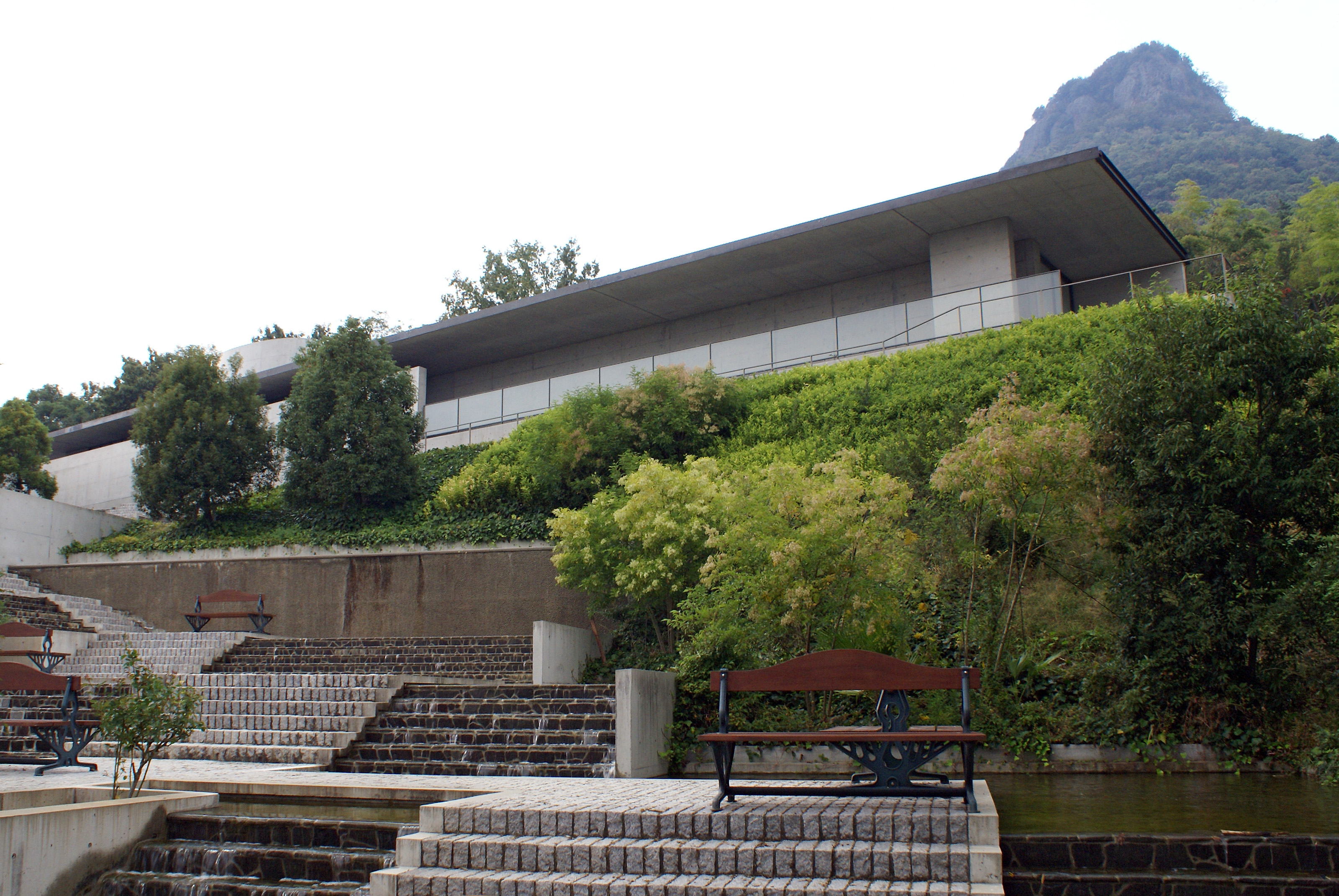
四国村ギャラリー

- 四国村 - 四国村ギャラリー、旧ワサ・ダウン住宅
- 高松市東消防署
- タダノ本社
- 香川県信用組合屋島支店
- 百十四銀行研修会館
- 高松市立古高松小学校
- 高松市立古高松中学校
- マルナカ 屋島店
- 香川県農業協同組合古高松支店
- 国道11号
- 香川県道30号塩江屋島西線
- 香川県道150号屋島停車場屋島公園線
- 香川県道155号牟礼中新線
- ことでんバス「JA古高松支店前」停留所 - 香川県道30号線沿い

### バス路線

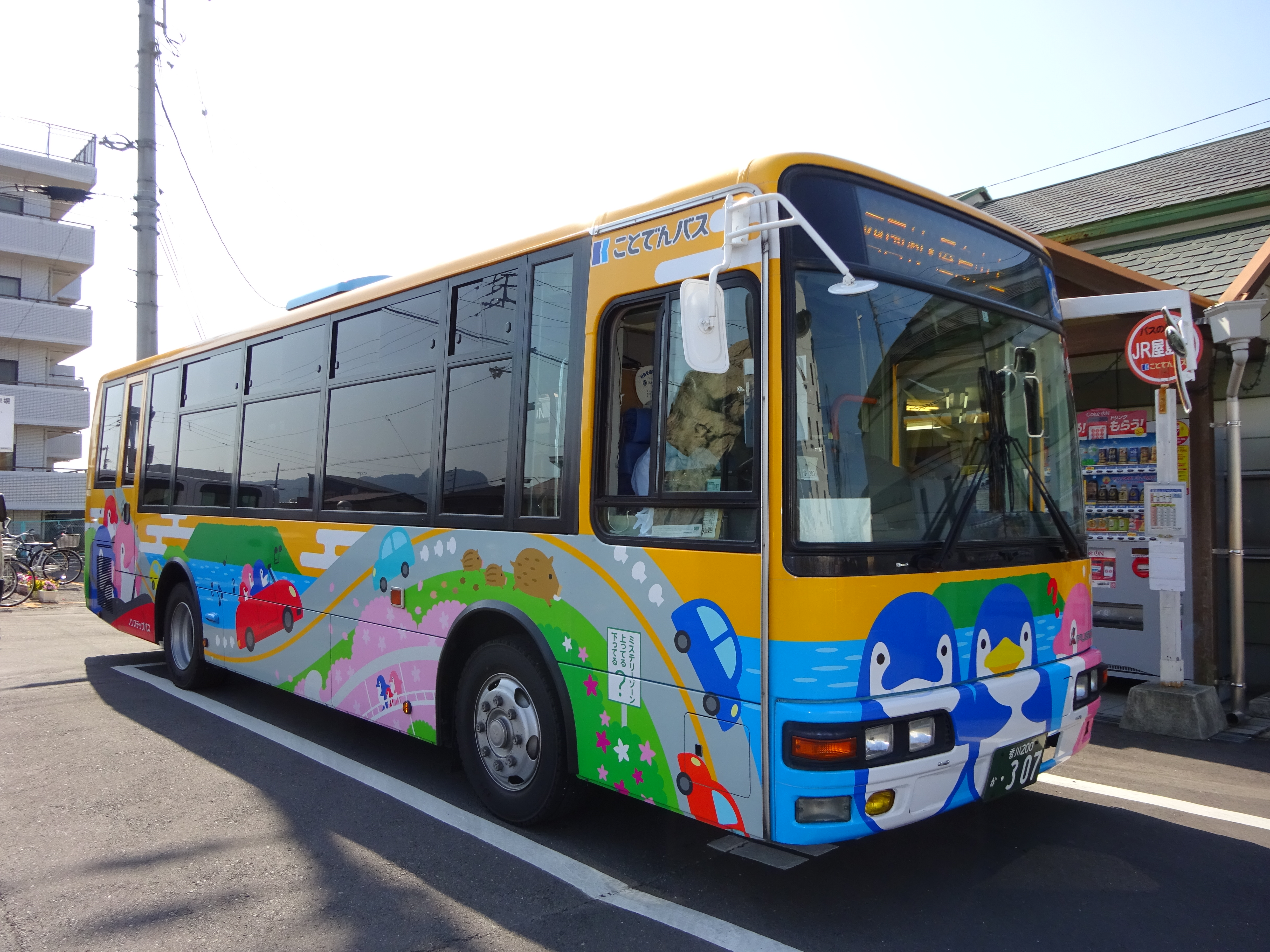
屋島山上シャトルバス

駅前に「JR屋島駅」停留所があり、屋島山上シャトルバス（ことでんバス）が乗り入れる。

## 隣の駅
四国旅客鉄道（JR四国）
■高徳線
- 特急「うずしお」停車駅

■普通
木太町駅 (T24) - 屋島駅 (T23) - 古高松南駅 (T22)